# Bergen
Bergen (pronunciado /bæ̀rɡ(ə)n/ (escucharⓘ)), conocida como Bjørgvin hasta 1850, es la segunda ciudad más grande de Noruega con 275 112 habitantes —a 1 de enero de 2015— según los datos de Statistics Norway. Situada en el oeste del país, albergó uno de los kontores más importantes de la Liga Hanseática en el barrio de Bryggen.
Bergen también es un municipio, y además la capital de la provincia de Hordaland.
La ciudad se sitúa en la costa sudoeste de Noruega, cerca del mar del Norte, en un valle formado por un grupo de montañas conocido colectivamente como de syv fjell —«las siete montañas»—. Bergen es la capital oficiosa de la región de Vestlandet, y también se la conoce y promociona como la puerta de entrada a los famosos fiordos noruegos, y por ello también se ha convertido en el mayor puerto de cruceros turísticos de Noruega, y uno de los mayores de Europa. Además, el puerto también es por mucho el mayor de Noruega: en 2005, gestionó más del 50 % de mercancías por vía marítima en Noruega.
El primero en nombrar «las siete montañas» fue Ludvig Holberg, inspirándose en las siete colinas de Roma.
La región económica de Bergen es la segunda mayor del país, tras el área metropolitana de la capital, y consiste en la ciudad propiamente dicha y sus municipios circundantes, que totalizan 373 224 habitantes a 1 de enero de 2007.
La ciudad se divide en ocho barrios: Arna, Bergenhus, Fana, Fyllingsdalen, Laksevåg, Ytrebygda, Årstad y Åsane.
La revista Time la nombró una de las catorce «capitales secretas europeas» —agosto de 2004—, en reconocimiento a su gran actividad económica relacionada con el mar, con la acuicultura y la investigación marítima, con el Instituto de Investigación Marítima (IMR), el segundo mayor de Europa, como institución puntera. Bergen también es la base principal de la Marina Real Noruega (en Haakonsvern) y su aeropuerto internacional, Flesland, es el principal helipuerto de la importante industria petrolera y gasística, desde el cual miles de trabajadores en ultramar se trasladan a sus puestos de trabajo a bordo de las plataformas petrolíferas y perforaciones.
Bergen fue una de las nueve ciudades europeas honradas con el título de Capital Europea de la Cultura en 2000.
La ciudad fue la sede de los Campeonatos Mundiales de Ciclismo en Ruta de 2017.

## Historia

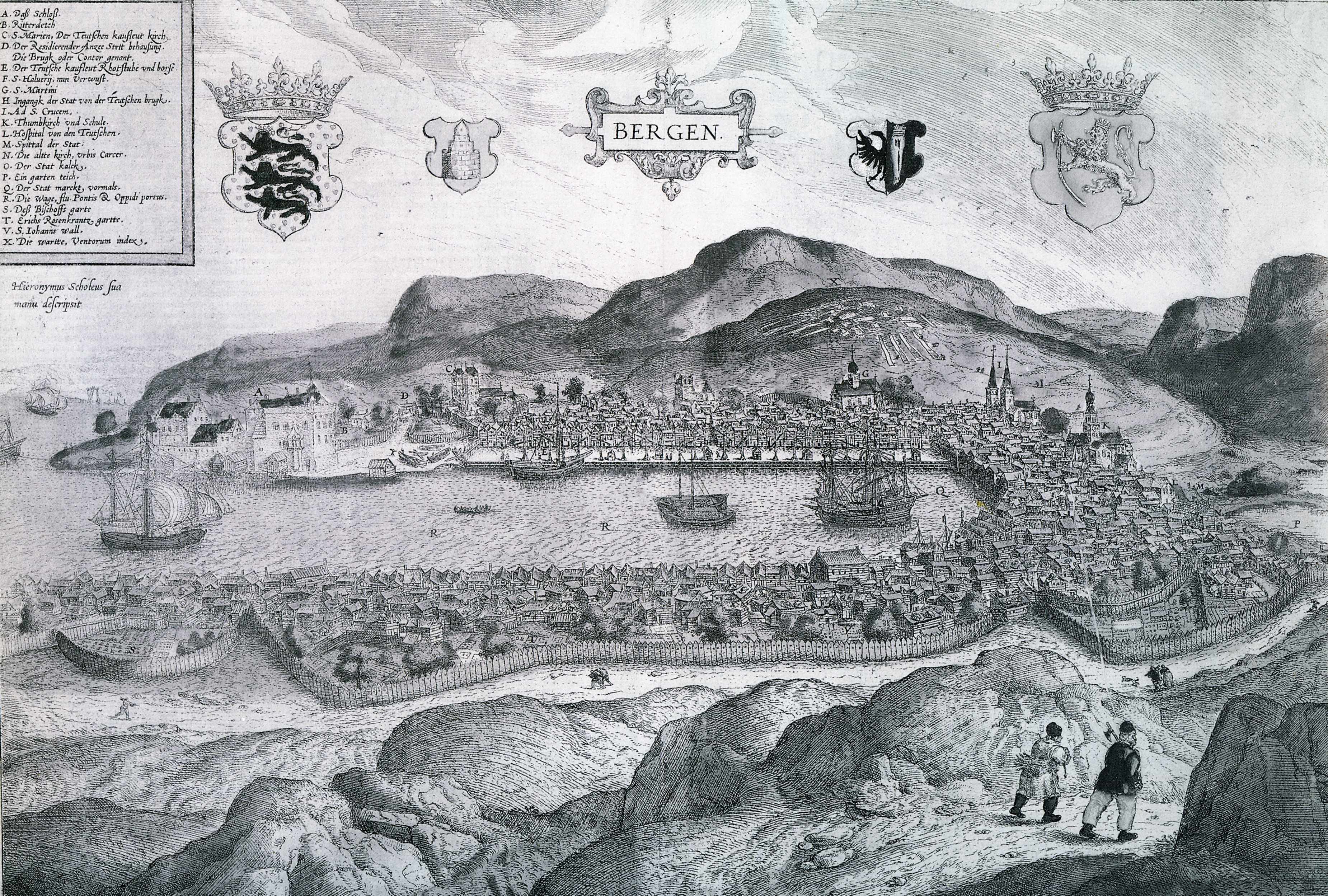
Mapa de Bergen en el.

La ciudad de Bergen fue fundada en 1070 por el rey Olav Kyrre. Bergen celebró su 900.º aniversario en 1970. Era considerada la capital de Noruega en el siglo XIII, hasta 1299.
Bergen adquirió importancia gracias al comercio del bacalao seco de la costa norte del país, que empezó alrededor del año 1100. Los mercaderes frisios y germanos de la Liga Hanseática se instalaron en Bryggen, un barrio exclusivo de la ciudad, en el cual hablaban sus lenguas de origen: el frisio y el bajo alemán, y disfrutaban de derechos exclusivos de comercio con los pescadores norteños que cada verano navegaban con dirección a Bergen. Los kontores de la Liga Hanseática se establecieron en Bryggen desde 1360. Hay que señalar que la existencia de un kontor en una ciudad no es en absoluto sinónimo de pertenencia a la Liga Hanseática.
En 1349 llegó la Peste Negra, introducida en Noruega por la tripulación de un barco inglés que atracó en Bergen. Durante el siglo XV la ciudad fue atacada varias veces por los piratas, y en 1429 lograron quemar el castillo real y gran parte de la ciudad. En 1536, el rey fue capaz de obligar a los mercaderes frisios y alemanes a convertirse en ciudadanos noruegos, o en caso contrario deberían volver a sus países, punto a partir del cual empezó a declinar la influencia germánica en la ciudad. En 1665, el puerto de la ciudad fue escenario de la sangrienta batalla de Vågen, entre barcos ingleses en un lado y barcos neerlandeses con el apoyo del gobierno de la ciudad en el otro. Durante los siglos XV y XVI, Bergen permaneció como la mayor ciudad de Noruega, y lo continuó siendo hasta 1850, fecha en la que fue superada por Oslo. Bergen mantuvo su monopolio en el comercio con el norte de Noruega hasta 1789.
En 1916 parte de la ciudad fue destruida por un devastador incendio, el último de tantos a lo largo de su historia. Durante la Segunda Guerra Mundial la ciudad fue ocupada en el primer día de la invasión alemana del 9 de abril de 1940, tras una breve lucha entre los barcos alemanes y la artillería costera noruega. El 20 de abril de 1944, durante la ocupación alemana, un carguero neerlandés, anclado junto a la fortaleza Bergenhus y cargado con 120 toneladas de explosivos, estalló, matando al menos a 150 personas y causando importantes daños materiales en edificios históricos. También sufrió el bombardeo de las fuerzas aliadas, con el objetivo de dañar las instalaciones navales alemanas del puerto. Estos acontecimientos causaron alrededor de 100 muertes.
En 1972, Bergen absorbió los municipios vecinos (Arna, Fana, Laksevåg y Åsane), aboliéndose su estatus de provincia y adquiriendo sus actuales límites.

## Toponimia
El nombre de Bergen origina del nórdico antiguo, formado con las palabras Bergvin y Bjǫrgvin, (en islandés y feroés la ciudad aún es llamada Björgvin). El primer elemento con el que se forma el nombre de Bergen es Berg o bjǫrg, que se traduce como «montaña». El último elemento es vin, que se refiere a un asentamiento donde solía haber un pastizal o pradera. El significado completo es entonces «el prado en las montañas». Bergen es a menudo llamada «la ciudad de las siete montañas». Este nombre fue dado por el dramaturgo Ludvig Holberg, ya que se sintió tan inspirado por las siete colinas de Roma, que él decidió que su pueblo debe ser bendecido como Roma, por las siete montañas que rodean Bergen.

## Paisaje urbano

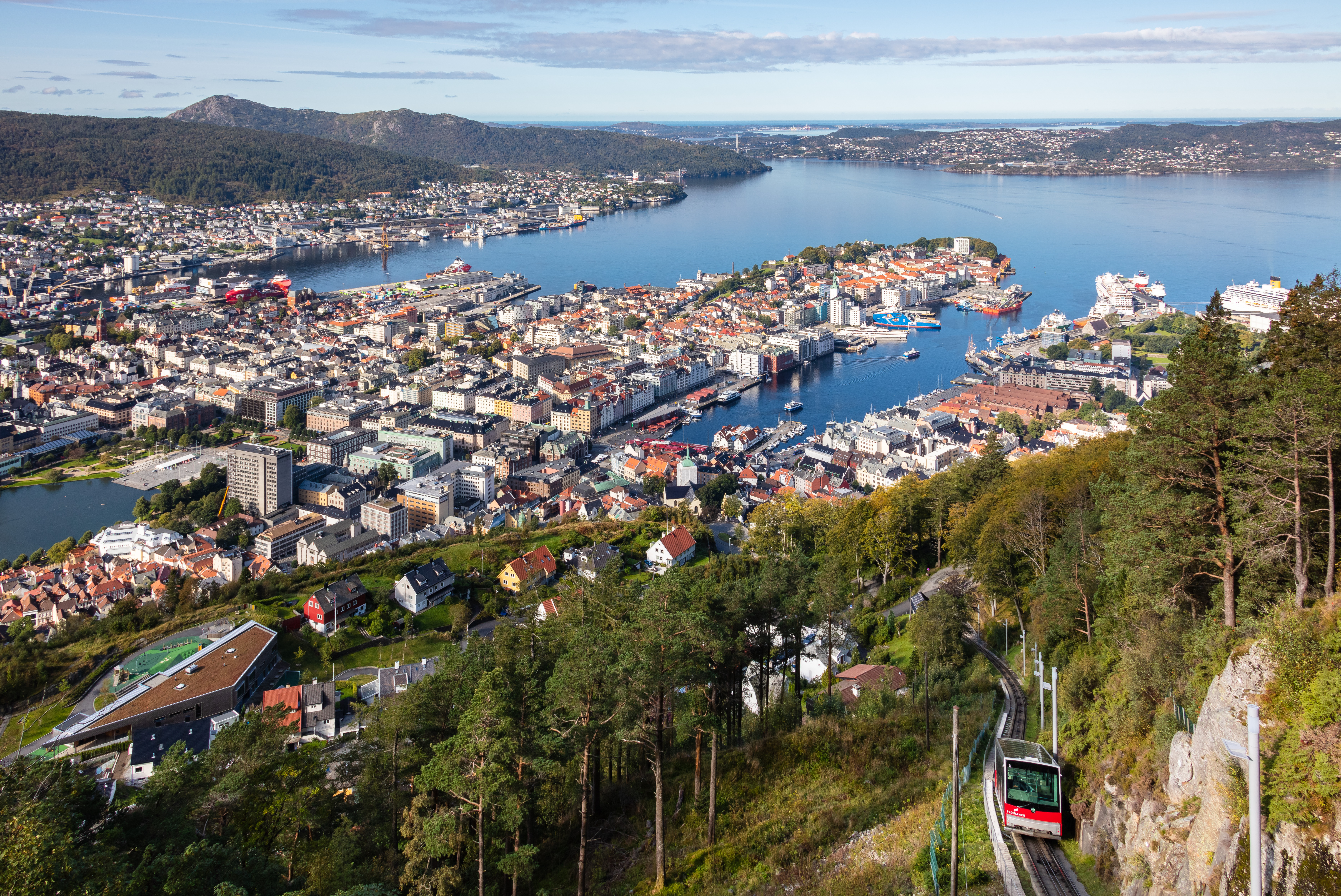
Bergen desde el funicular del monte Fløyen.

Bergen es ampliamente reconocida como una de las ciudades más bellas de Noruega. La parte antigua de la ciudad se halla en la parte norte de la bahía de Vågen. Es donde se encuentra el Bryggen, una serie de viejas casas de madera de principios del siglo XVIII producto de la reconstrucción de la ciudad tras un incendio en 1702, y hechas con el estilo de los edificios medievales que estaban en el lugar antes del incendio. Seis de las casas (a la izquierda, véase la imagen) fueron reconstruidas tras otro incendio en 1955. La iglesia de Santa María es el edificio más antiguo de Bergen, con alguna de sus partes construidas alrededor del año 1130. Otras dos iglesias, la catedral, y la iglesia de la Santa Cruz también son medievales, si bien modificadas posteriormente. La fortaleza de Bergenhus dispone de un buen número de interesantes edificios, especialmente el Salón de Haakon IV, un salón real del 1260, y la torre Rosenkrantz, construida alrededor de una fortificación medieval aproximadamente en 1560.

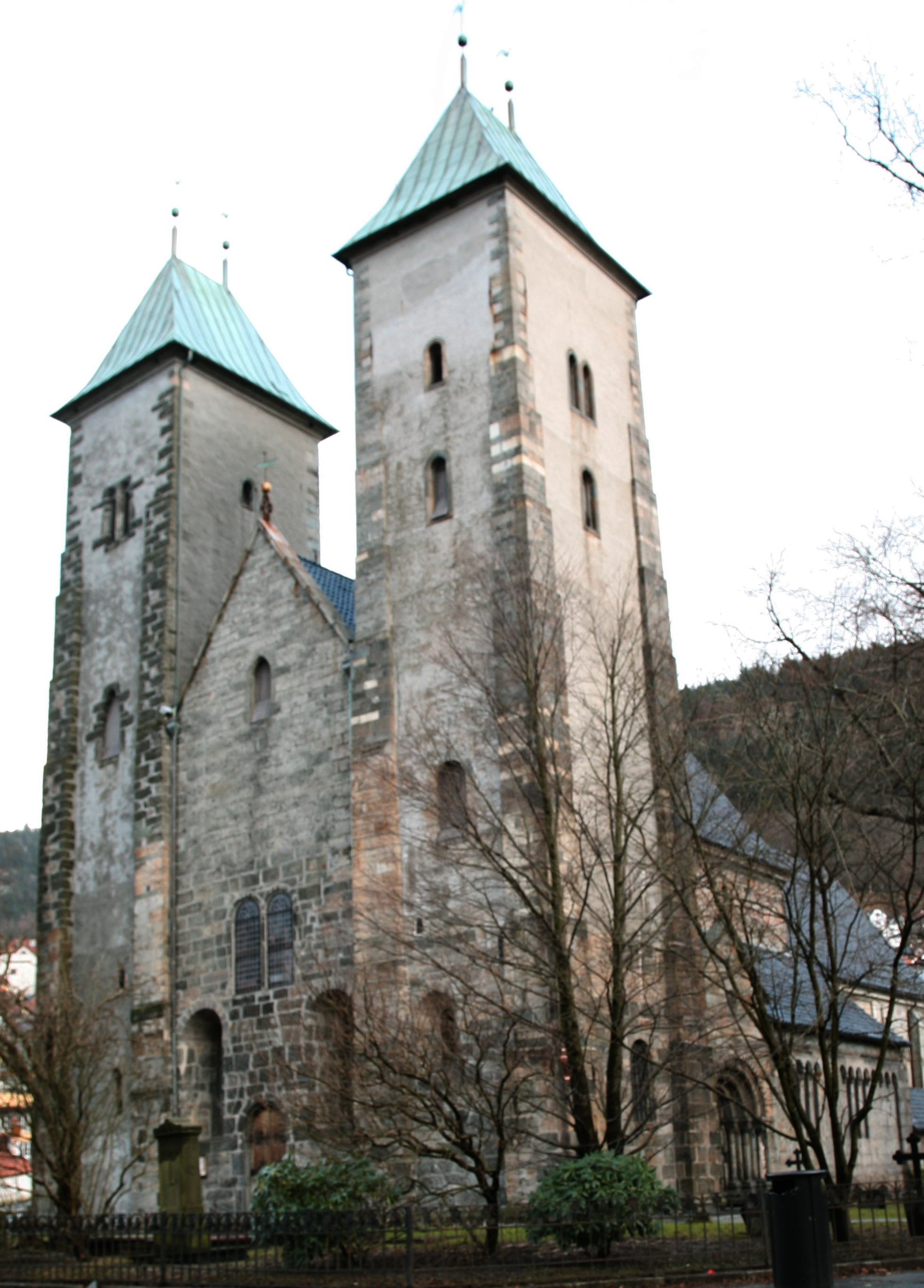
Iglesia de Santa María, el edificio más antiguo aún existente de Bergen.

Una atracción turística muy popular es el mercado al aire libre a lo largo del puerto. Además, está el área comercial principal de la ciudad, reconstruida tras el incendio de 1916 en estilos como art nouveau. Varios viejos barrios de casas blancas de madera están esparcidos dentro y fuera del centro, especialmente en Nordnes, Marken y Sandviken. Nygårdshøyden es una zona pintoresca con un gran número de edificios del siglo XIX, muchos de ellos construidos con fachadas en arquitectura neoclásica. Algunas zonas de Bergen fueron reconstruidas tras la Segunda Guerra Mundial, arreglando los desperfectos causados por los bombardeos británicos y la explosión del barco cargado de explosivos, con el problema añadido que supuso la existencia de unos planes urbanísticos irreflexivos. Todavía se demuelen manzanas enteras de viejas casas de madera en el centro de la ciudad, recientemente en Nøstet y Krinkelkroken. Por ello se combinan a veces en la ciudad zonas de arquitecturas muy diferentes.
Una atracción turística muy popular es el funicular que sube al monte Fløyen, desde el que se divisa una vista general de la ciudad y las siete montañas. Desde este punto es posible irse de excursión por una amplia área natural.

## Demografía
| Gráfica de evolución de Bergen entre 1769 y 2040 |
|                                                  |

## Administración

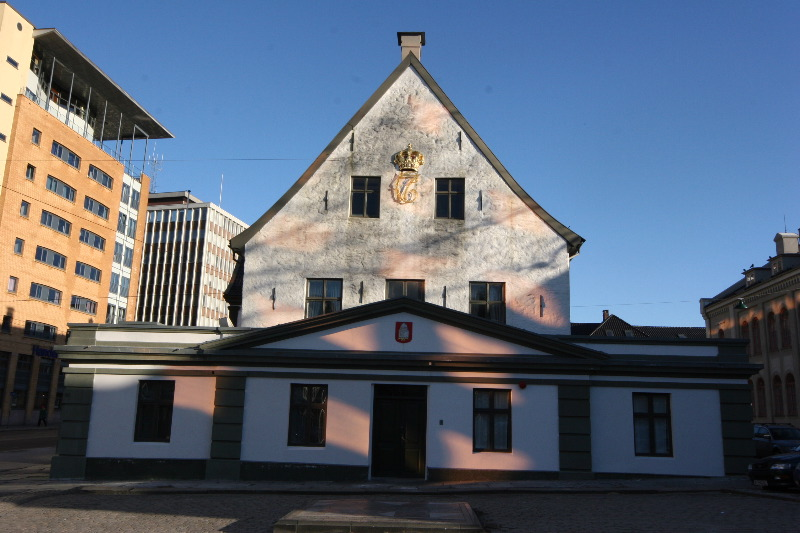
Ayuntamiento viejo de Bergen, donde la Asamblea Legislativa de la ciudad celebra sus reuniones.

Desde 2000, la ciudad de Bergen es gobernada por un sistema de parlamentarismo municipal, convirtiéndose en el segundo municipio noruego en implantar este principio, después de Oslo.
El Bystyre es un órgano cuyo nombre puede traducirse como asamblea, parlamento o concejo; es el poder legislativo y la máxima autoridad en el municipio, encargada de supervisar y controlar todo lo relacionado con el mismo. Se integra en un congreso de 67 miembros electos por sufragio universal.
En el período 2011-2015 el parlamento lo integran representantes de 10 partidos políticos, los mayoritarios fueron el Conservador, y el Laborista. El alcalde es también el presidente del parlamento y su papel se restringe al de máximo representante del municipio, sin que por ello sea la máxima autoridad política. La alcaldesa de Bergen es desde 2011 la conservadora Trude Devland. Siete miembros de la Asamblea pertenecen a 5 diferentes comités: finanzas, cultura, deporte e industria, salud y desarrollo social, medio ambiente y desarrollo urbano, y escuelas y jardines de niños. Todos ellos, junto con la alcaldesa y el vicepresidente, son políticos de tiempo completo mientras dura su cargo.
El Consejo de la ciudad (byråd), de siete miembros, es el poder ejecutivo del municipio, es decir, es el cuerpo encargado de la administración municipal. Sus miembros son electos por la mayoría del parlamento, tienen que rendir cuentas ante este y pueden ser removidos. Si forman parte del parlamento al momento de ser elegidos, tienen que renunciar a este al tomar posesión de su nuevo cargo. En el período 2011-2015 el consejo está formado por los partidos Conservador, del Progreso y Demócrata Cristiano, una coalición que se mantiene desde 2007. La conservadora Monica Mæland es la jefa del Consejo de la ciudad, un cargo equivalente al de jefe de Gobierno, mientras que el resto de los consejeros ocupan un cargo similar al de ministros.
| Partido                            | Parlamento de la ciudad | Gobierno de la ciudad |
| ---------------------------------- | ----------------------- | --------------------- |
| Partido Conservador                | 15                      | 3                     |
| Partido Laborista                  | 26                      |                       |
| Partido del Progreso               | 6                       | 2                     |
| Partido Liberal                    | 4                       |                       |
| Partido Demócrata Cristiano        | 4                       | 2                     |
| Partido de la Izquierda Socialista | 5                       |                       |
| Rojo                               | 2                       |                       |
| Partido Verde                      | 4                       |                       |
| Partido de Centro                  | 1                       |                       |
| Byluftlisten                       | 1                       |                       |
| Total                              | 67                      | 7                     |

### División

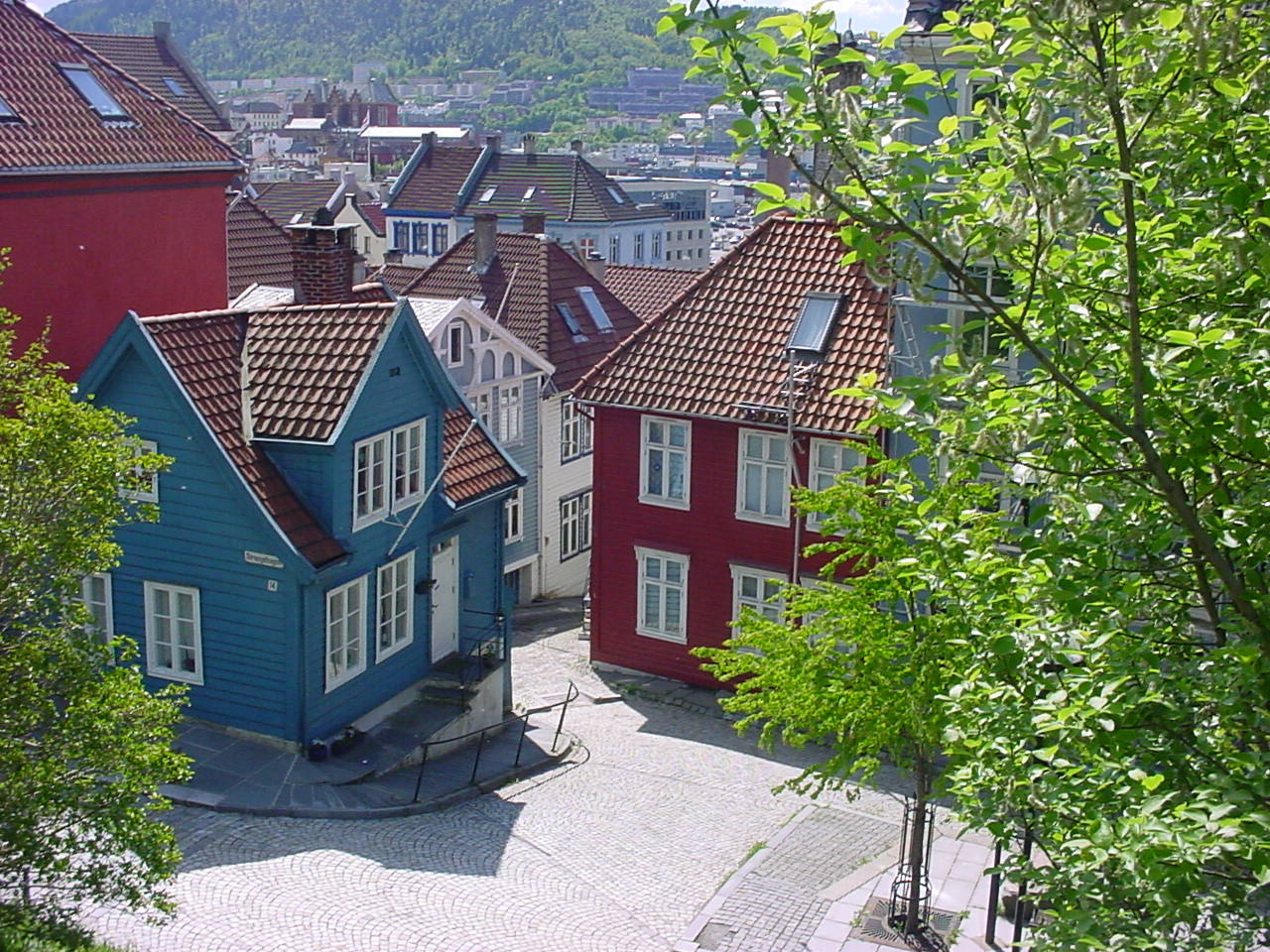
Vista de la parte más septentrional de la ciudad.

Bergen está dividido en 8 distritos, los cuales son Åsane, Arna, Ytrebygda, Fyllingsdalen, Laksevåg, Årstad y Bergenhus. El centro principal de la ciudad se localiza en Bergenhus, algunas partes de Arna, Ytrebygda, Fana y Åsane no forman parte del área urbana de Bergen, explicando por qué el municipio cuenta con aproximadamente 20 000 habitantes más que la zona urbana.
| Distrito      | Población | %    | Área (km²) | %    | Densidad (/km²) |
| ------------- | --------- | ---- | ---------- | ---- | --------------- |
| Arna          | 12 680    | 4.9  | 102.44     | 22.0 | 123             |
| Bergenhus1    | 38 544    | 14.8 | 26.58      | 5.7  | 4.415           |
| Fana          | 38 317    | 14.8 | 159.70     | 34.3 | 239             |
| Fyllingsdalen | 28 844    | 11.1 | 18.84      | 4.0  | 1.530           |
| Laksevåg      | 38 391    | 14.8 | 32.72      | 7.0  | 1.173           |
| Ytrebygda     | 25 710    | 9.9  | 39.61      | 8.5  | 649             |
| Årstad        | 37 614    | 14.5 | 14.78      | 3.2  | 4.440           |
| Åsane         | 39 534    | 15.2 | 71.01      | 15.2 | 556             |
| No definido   | 758       |      |            |      |                 |
| Total         | 260 392   | 100  | 465.68     | 100  | 559             |

## Clima

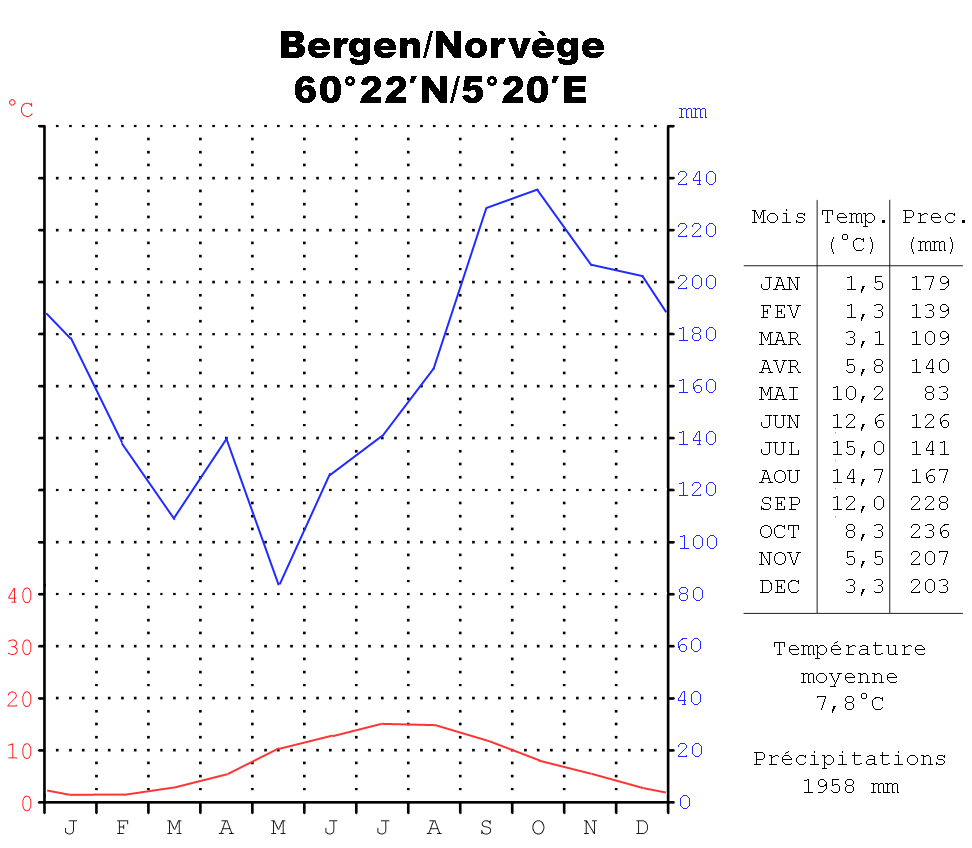
Climograma de Bergen.

Bergen posee un clima oceánico templado —en la clasificación climática de Köppen: Cfb—, aunque algunas zonas de la ciudad situadas a mayor altitud (por encima de 200 m s. n. m.) tienen un clima oceánico subpolar (Cfc), con inviernos fríos y veranos templados. A pesar de encontrarse tan al norte, el clima de Bergen es más cálido de lo que se podría suponer debido a la corriente del Golfo, y es una de las ciudades más templadas de Noruega. La ciudad es reconocida por sus abundantes lluvias, (ha sido llamada La ciudad de la lluvia o la Seattle de Europa), llegando a acumular precipitaciones de más de 2250 mm anuales de media, convirtiéndola en uno de los lugares más húmedos de Europa. Esto se debe a que está rodeada por montañas que provocan nubes orográficas y frecuentemente lluvia. Entre el 29 de octubre de 2006 y el 21 de enero de 2007 llovió todos los días, 85 consecutivos. La temperatura más alta jamás alcanzada fue de 33,4 °C, en 2019, y la más baja de −16,3 °C, en 1987. En términos de temperatura y precipitaciones, Bergen tiene mucho más en común con el clima de Escocia que con el de Oslo o Suecia, donde hay frecuentes olas de frío y de calor.
En los últimos años, las precipitaciones y el viento han aumentado de forma considerable en la ciudad. En 2005, unas fuertes lluvias causaron inundaciones y corrimientos de tierra que mataron a tres personas. desastres naturales. Bryggen
| Parámetros climáticos promedio de Bergen (1961-1990)                           | Parámetros climáticos promedio de Bergen (1961-1990) | Parámetros climáticos promedio de Bergen (1961-1990) | Parámetros climáticos promedio de Bergen (1961-1990) | Parámetros climáticos promedio de Bergen (1961-1990) | Parámetros climáticos promedio de Bergen (1961-1990) | Parámetros climáticos promedio de Bergen (1961-1990) | Parámetros climáticos promedio de Bergen (1961-1990) | Parámetros climáticos promedio de Bergen (1961-1990) | Parámetros climáticos promedio de Bergen (1961-1990) | Parámetros climáticos promedio de Bergen (1961-1990) | Parámetros climáticos promedio de Bergen (1961-1990) | Parámetros climáticos promedio de Bergen (1961-1990) | Parámetros climáticos promedio de Bergen (1961-1990) |
| Mes                                                                            | Ene.                                                 | Feb.                                                 | Mar.                                                 | Abr.                                                 | May.                                                 | Jun.                                                 | Jul.                                                 | Ago.                                                 | Sep.                                                 | Oct.                                                 | Nov.                                                 | Dic.                                                 | Anual                                                |
| ------------------------------------------------------------------------------ | ---------------------------------------------------- | ---------------------------------------------------- | ---------------------------------------------------- | ---------------------------------------------------- | ---------------------------------------------------- | ---------------------------------------------------- | ---------------------------------------------------- | ---------------------------------------------------- | ---------------------------------------------------- | ---------------------------------------------------- | ---------------------------------------------------- | ---------------------------------------------------- | ---------------------------------------------------- |
| Temp. máx. abs. (°C)                                                           | 16.9                                                 | 13.2                                                 | 17.2                                                 | 22.5                                                 | 27.6                                                 | 29.9                                                 | 33.4                                                 | 31.0                                                 | 27.1                                                 | 23.1                                                 | 17.9                                                 | 13.9                                                 | 33.4                                                 |
| Temp. máx. media (°C)                                                          | 4.4                                                  | 4.8                                                  | 7.1                                                  | 11.5                                                 | 14.9                                                 | 18.0                                                 | 20.7                                                 | 19.4                                                 | 15.9                                                 | 12.2                                                 | 8.2                                                  | 4.9                                                  | 11.8                                                 |
| Temp. media (°C)                                                               | 2.2                                                  | 2.1                                                  | 3.8                                                  | 7.4                                                  | 10.6                                                 | 13.5                                                 | 16.4                                                 | 15.3                                                 | 12.5                                                 | 9.1                                                  | 5.7                                                  | 2.7                                                  | 8.4                                                  |
| Temp. mín. media (°C)                                                          | 0.1                                                  | −0.1                                                 | 1.1                                                  | 4.0                                                  | 6.9                                                  | 9.9                                                  | 13.2                                                 | 12.4                                                 | 9.9                                                  | 6.5                                                  | 3.6                                                  | 0.5                                                  | 5.7                                                  |
| Temp. mín. abs. (°C)                                                           | -16.3                                                | -13.4                                                | -11.3                                                | -5.5                                                 | -0.1                                                 | 0.8                                                  | 2.5                                                  | 2.5                                                  | 0.0                                                  | -5.5                                                 | -10.0                                                | -13.0                                                | -16.3                                                |
| Precipitación total (mm)                                                       | 190                                                  | 152                                                  | 170                                                  | 114                                                  | 106                                                  | 132                                                  | 148                                                  | 190                                                  | 283                                                  | 271                                                  | 259                                                  | 235                                                  | 2250                                                 |
| Días de precipitaciones (≥ 1 mm)                                               | 20                                                   | 15                                                   | 17                                                   | 13                                                   | 14                                                   | 11                                                   | 15                                                   | 17                                                   | 20                                                   | 22                                                   | 17                                                   | 21                                                   | 202                                                  |
| Horas de sol                                                                   | 19                                                   | 56                                                   | 94                                                   | 147                                                  | 186                                                  | 189                                                  | 167                                                  | 144                                                  | 86                                                   | 60                                                   | 27                                                   | 12                                                   | 1187                                                 |
| Humedad relativa (%)                                                           | 78                                                   | 76                                                   | 73                                                   | 72                                                   | 72                                                   | 76                                                   | 77                                                   | 78                                                   | 79                                                   | 79                                                   | 78                                                   | 79                                                   | 76.4                                                 |
| Fuente n.º 1: World Meteorological Organisation (temperaturas máxima y mínima) |                                                      |                                                      |                                                      |                                                      |                                                      |                                                      |                                                      |                                                      |                                                      |                                                      |                                                      |                                                      |                                                      |
| Fuente n.º 2: NOAA (otros datos)                                               |                                                      |                                                      |                                                      |                                                      |                                                      |                                                      |                                                      |                                                      |                                                      |                                                      |                                                      |                                                      |                                                      |

## Educación

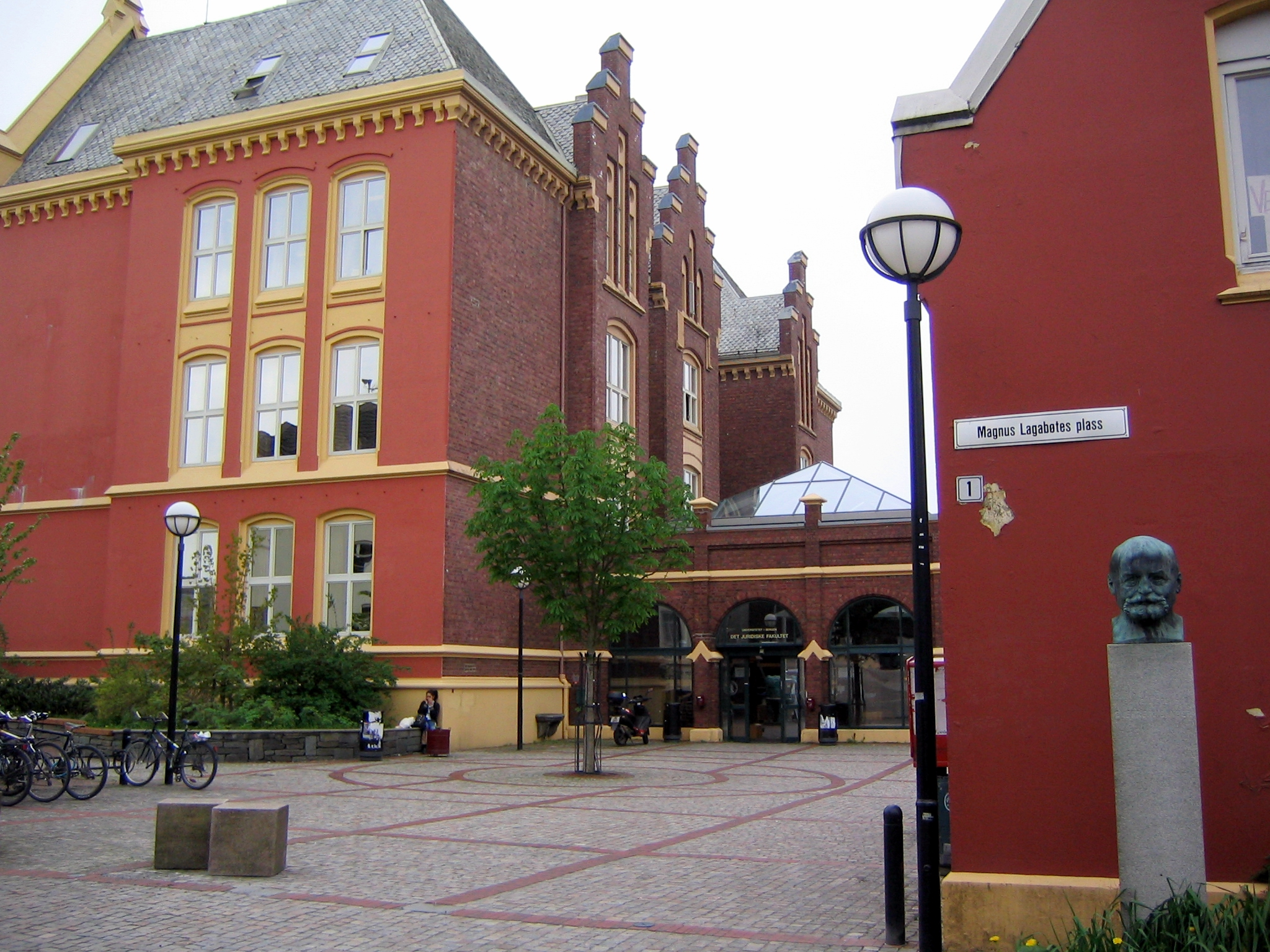
Facultad de leyes en la Universidad de Bergen.

La ciudad cuenta con la Universidad de Bergen, considerada como la tercera institución educativa más importante en Noruega, contando con más de 16 000 alumnos. La investigación y estudio en Bergen remonta a la actividad en el Museo de Bergen en 1825, aunque la universidad no fue fundada hasta 1947. La universidad tiene una amplia oferta de cursos y la investigación en los campos académicos y tres centros nacionales de excelencia en la investigación del clima, la investigación petrolera y estudios medievales.
|  | Universidad           | Fundación | Acrónimo | Tipo    |
|  | --------------------- | --------- | -------- | ------- |
|  | Universidad de Bergen | 1947      | UiB      | Pública |

## Economía
El sector agrícola tiene importantes áreas suburbanas de fruticultura en la ciudad, en la industria pesquera es la más desarrollada a nivel nacional, con un gran número de buques de pesca, como los más importantes centros de pesca de Noruega, más de la mitad de los productos pesqueros del país son exportados de los mismos.
En el Mar del Norte hay zonas industriales de refinación de petróleo, construcción naval, maquinaria, procesamiento de metales y de la industria de procesamiento de alimentos.
En cuanto a los servicios portuarios y de transporte, el turismo es principalmente debido a su excelente puerto, cuenta con una flota mercante enorme, un comercio transoceánico desarrollado, y es el mayor puerto de cruceros de la región nórdica, además de ser un centro de la industria de la televisión y con unos sectores bancarios de los más grandes.

## Transporte
|  | Aeropuerto                    | Código IATA | Código OACI |
|  | ----------------------------- | ----------- | ----------- |
|  | Aeropuerto de Bergen-Flesland | BGO         | ENBR        |

Puerto de Bergen.

Por la posición de Bergen casi al cabo de una península montana entre fiordos, hasta el fin del siglo XX la única comunicación perfectamente terrestre de la ciudad a otros regiones era el ferrocarril. El Bergensbanen es una de las líneas ferrocarriles más impresionantes de Europa.
La empresa Tide provee a la ciudad de transporte público. En la flota de autobuses existen 8 trolebuses. La empresa Norges Statsbaner provee de transporte local por tren a Arna. También existe un funicular hacia la cima del monte Fløyen —Fløibanen— y un teleférico que sube al Ulriken —Ulriksbanen—. El sistema de tranvías fue clausurado en 1965, si bien aún se conserva operando una línea-museo en Møhlenpris. Una moderna línea de tren ligero que conecta el centro de la ciudad con Nesttun y el aeropuerto está en obras y ha sido aprobada por el Stortinget. Diversas compañías de autobuses express conectan con los mayores destinos de Noruega.
El Hurtigruten, un ferry de transporte de pasajeros y mercancías que circula bordeando toda la costa noruega, comienza en Bergen, circulando hacia el norte y haciendo escala en Trondheim, Bodø, Tromsø y Kirkenes. Otros servicios de catamarán van hacia el sur, a Haugesund y Stavanger, y hacia el norte, a Sognefjorden y Nordfjord. Otros ferris, con capacidad para transportar coches, conectan con Hanstholm y Hirtshals en Dinamarca, Lerwick y Newcastle en el Reino Unido, Tórshavn en las Islas Feroe, y con Seyðisfjörður en Islandia.

## Cultura
| Hole in the Sky                  |
| Festival Internacional de Bergen |

Vestlandske Kunstindustrimuseum, Nordahl Bruns gate, Bergen

La ciudad es sede de la Orquesta Filarmónica de Bergen, fundada en 1765 y una de las orquestas más antiguas del mundo.
Otros eventos culturales de importancia son Nattjazz y Bergenfest (antiguamente conocido como Ole Blues). Además, existen numerosas bandas aficionadas en Bergen y comunidades adyacentes, que tocan regularmente en la ciudad. El "Grieg Hall" en Bergen es escenario del campeonato anual noruego de Brass Band, celebrado a finales del invierno. En la ciudad se publican dos periódicos de importancia, Bergens Tidende, y el más informal Bergensavisen.

### Deportes

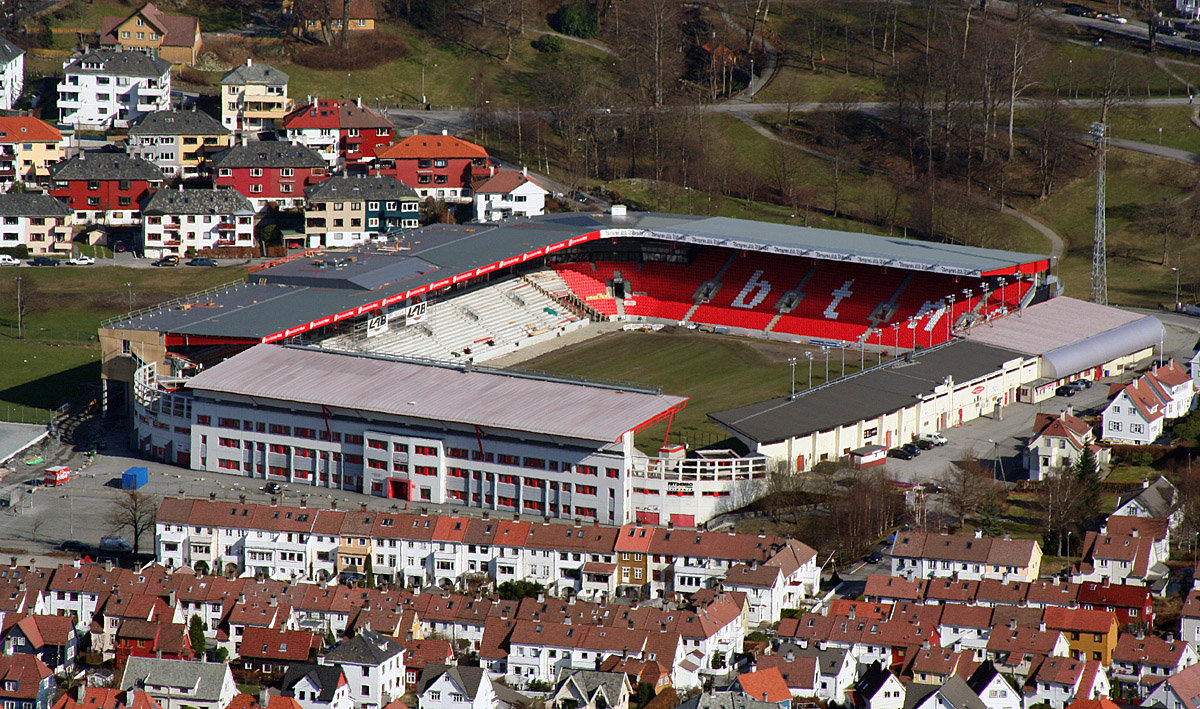
Imagen del Brann Stadion, estadio del SK Brann.

La ciudad cuenta con un equipo de primera división, el SK Brann, que debutó en primera división en 1963, y juega consecutivamente en esta desde 1987. El club ha conseguido 3 títulos de liga, en las temporadas 1961-62, 1963 y 2007. El club logró llegar a cuartos de final en la Recopa de Europa 1996-97. El club se desempeña en el Brann Stadion, con capacidad para 17,317 personas.
La ciudad también cuenta con el FK Fyllingsdalen que juega en la Oddsenligaen, siendo el segundo equipo más importante de la ciudad, solo detrás del Brann.
| Equipo           | Deporte | Competición  | Estadio       | Creación |
| ---------------- | ------- | ------------ | ------------- | -------- |
| SK Brann         | Fútbol  | Tippeligaen  | Brann Stadion | 1908     |
| FK Fyllingsdalen | Fútbol  | Adeccoligaen | Varden Amfi   | 2011     |

En el 2017, la ciudad organizó los Campeonatos del Mundo de ciclismo en ruta, siendo la segunda vez en la historia que se celebraban en Noruega, tras los celebrados en Oslo en 1993.

## Personas destacadas

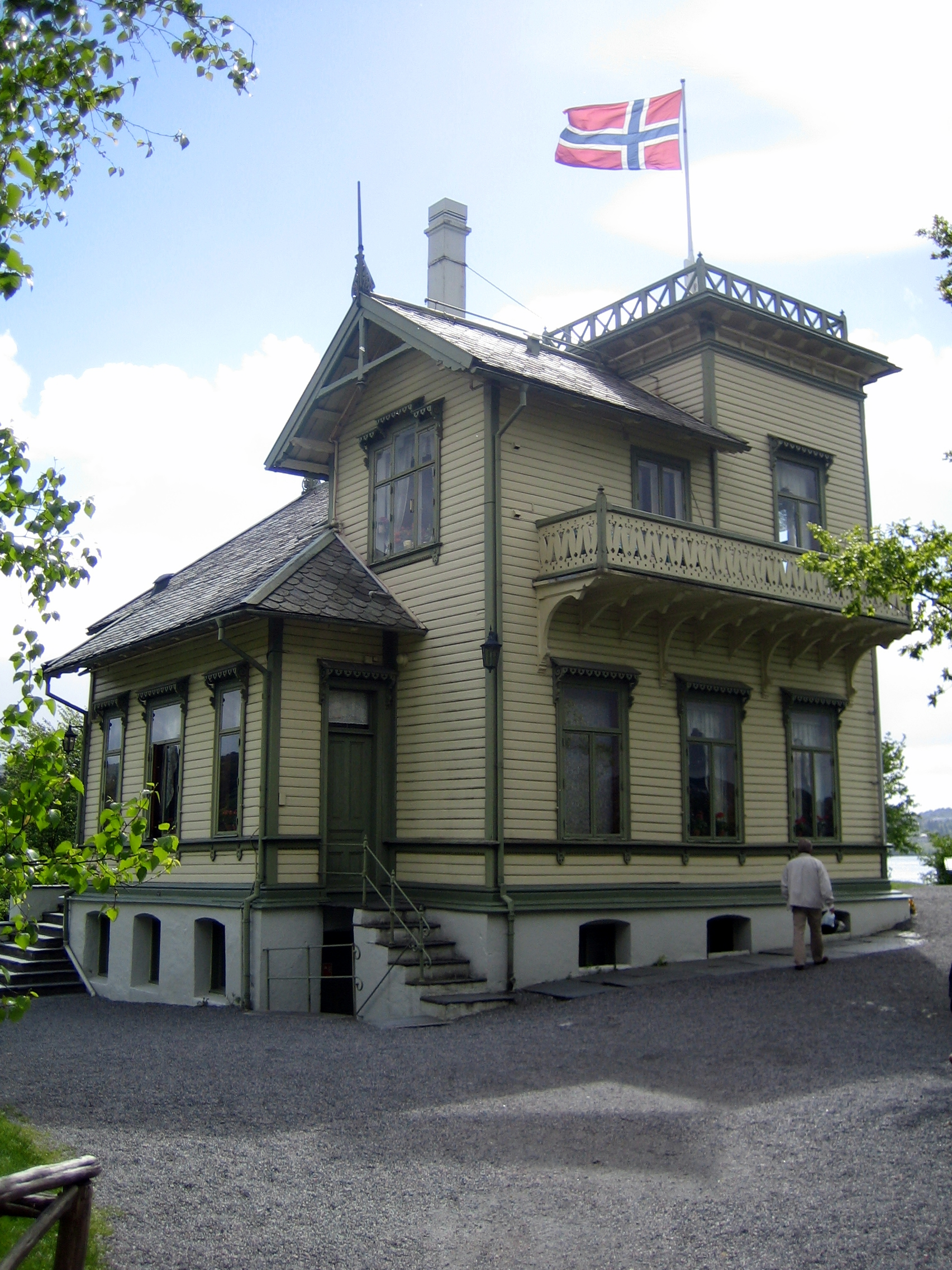
Casa de Edvard Grieg en la ciudad.

## Ciudades hermanadas
Bergen está hermanada con las siguientes ciudades:[cita requerida]
- Århus, Dinamarca
- Asmara, Eritrea
- Callao, Perú
- Chota, Perú
- Gotemburgo, Suecia
- Málaga, España
- Montevideo, Uruguay
- Newcastle upon Tyne, Reino Unido
- Quebec, Canadá
- Rancagua, Chile
- Rosario, Argentina
- Rostock, Alemania
- Seattle, Estados Unidos
- Turku, Finlandia

| Predecesor: Weimar | Capital Europea de la Cultura junto con Aviñón Praga Bolonia Bruselas Cracovia Helsinki Reikiavik Santiago de Compostela 2000 | Sucesor: Róterdam Oporto |